# سلامة العنزي
سلامه العنزي (بالإنجليزية: Salammah Al-Enazy) هو لاعب كرة قدم كويتي وُلد في 13 أغسطس 1972. شارك في مسابقة كرة القدم للرجال في الألعاب الأولمبية الصيفية 1992.

## وصلات خارجية
- Salammah Al-Enazy على موقع أوليمبيديا (الإنجليزية)